# 12 h 01, prisonnier du temps
Pour plus de détails, voir Fiche technique et Distribution.
12 h 01, prisonnier du temps (12:01) est un téléfilm américain réalisé par Jack Sholder sorti en 1993, la seconde adaptation cinématographique de la nouvelle 12 heures 01 de Richard A. Lupoff et publiée par The Magazine of Fantasy & Science Fiction en 1973.

## Synopsis

### Mise en place de l'intrigue
Barry Thomas est l'employé médiocre d’un centre de recherche nucléaire. Il se fait harceler par son chef, Anne Jackson, qui n’a pas eu de relations sexuelles depuis 1983 (et qui n’a de toute façon pas aimé ça), son collègue et meilleur pote, Howard, n’arrête pas de lui faire des blagues idiotes et sa vie sentimentale est un abîme. Pourtant au bureau, il y a bien cette scientifique, Lisa, dont il est amoureux. Aujourd’hui, il a réussi à lui parler. Elle semble un peu misanthrope, cela ne le rebute cependant pas. À la fin de la journée, sur l’esplanade, devant les bâtiments de la société, alors qu’elle achète des roses, Lisa se fait abattre par des inconnus en voiture. Barry, désespéré, va s’imbiber d’alcool avec son ami.
À minuit, Barry prend un choc électrique. Se réveillant le lendemain, il remarque que les journaux ne parlent pas du meurtre de Lisa ; les objets qu'il avait cassés la veille alors qu'il était ivre sont de nouveaux entiers, les mêmes accidents de la route se produisent au même moment, et ses collègues ne semblent pas se rappeler la veille. Il trouve dans un journal une déclaration de Dr Thadius Moxley, le plus éminent scientifique du centre de recherche, qui parle de possible boucle du temps, en relation avec l'expérience scientifique maîtresse réalisée sur le centre de recherche, un accélérateur de particules. Moxley voudrait procéder à l'expérience le plus rapidement possible et est en colère parce que l'expérience prend du retard en raison de fuites radioactives. Barry interroge Moxley à propos de la boucle du temps, mais celui-ci répond que si jamais cela se produisait, il ne pourrait pas non plus se souvenir de la répétition, et que s'il s'en souvient c'est donc qu'il ne s'agit pas d'une boucle du temps. Barry tente de convaincre Lisa que le temps se répète, mais n'ayant pas prêté attention aux événements, il n'arrive pas à lui prouver qu'il connaît le futur. Il n'arrive pas non plus à la sauver du meurtre.

### Boucle temporelle
Alors que le jour se répète à nouveau, Barry commence à connaître la chronologie des événements de la journée, dont il établit une liste. Il espionne d'inquiétantes conversations entre Lisa et Robert Denk, un autre scientifique, et observe Denk dérober des documents du bureau de Lisa. Il essaie de prévenir Lisa alors que celle-ci accepte son invitation à déjeuner, et utilise ses connaissances des événements de la journée pour tenter de la séduire. Alors qu'il avait été vu espionner le bureau de Lisa, sa chef le retrouve à la cantine et il est expulsé de son travail. Discutant avec Lisa de la boucle du temps, celle-ci lui demande de se souvenir de ce qui s'est passé la première nuit. Barry se souvient avoir pris un choc électrique à ce moment précis, ce que Lisa reconnaît comme la cause possible du fait qu'il se souvienne des répétitions. Barry parvient à protéger Lisa des assassins et la cache au domicile de sa mère après une course-poursuite. Il la séduit et obtient des détails personnels sur ses goûts et son enfance qu'il pourra utiliser pour la convaincre que le temps se répète.
Le jour suivant, Barry, qui connaît l'horaire de passage des techniciens, se déguise en réparateur de climatisations et, depuis un bureau attenant, espionne à nouveau les conversations de Lisa et Robert Denk. Il découvre avec Lisa dans l'ordinateur que Denk prépare le lancement de l'accélérateur en toute illégalité. Lisa et Barry copient la preuve depuis un ordinateur mais Moxley découvre l'intrusion informatique. Barry est emprisonné, puis libéré par Lisa et Howard qui payent sa caution. Les deux assassins les retrouvent, les mènent à une ruelle et demandent les autres copies des données. Howard est tué alors qu'il cherche à s'échapper, Barry et Lisa profitent de la confusion pour s'enfuir. Mais alors qu'ils arrivent au domicile de Barry, ils trouvent Moxley et Denk en train de fouiller la maison. Ils croient Denk responsable du lancement illégal de l'accélérateur, mais il nie. Lisa et Barry saisissent l'arme de Denk et la remettent à Moxley ; Denk menacé accuse Moxley de vouloir agir pour son profit, justifiant que les accélérateurs seront bientôt un marché important. Moxley tue Denk puis retourne l'arme contre Lisa et Barry.
Barry, qui se réveille très en colère, est cette fois victime d'accident de voiture. 

### Dernière journée et dénouement
Le jour suivant, il réfléchit plus posément. Il sait désormais que le ministère de la Justice mène une enquête avec Denk comme informateur, et parle avec ce dernier. Il convainc Lisa que le temps se répète, mais Denk est ensuite abattu par les deux assassins. Sachant ce que Moxley prépare, Barry et Lisa se rendent à minuit à l'institut, où Moxley a désormais interdit l'entrée. Ils doivent dérober leurs armes aux gardiens pour pénétrer dans la zone de l'accélérateur. Depuis le bureau des gardes, ils connectent l'enregistrement vidéo de la salle de l'accélérateur. Retrouvant Moxley, ils ne parviennent pas à le convaincre d'arrêter son expérience, qu'il veut absolument réaliser avant que l'arrêt du programme ne l'empêche définitivement d'y procéder. 
Après une lutte, Moxley se trouve en face de l'accélérateur lorsqu'il s'active à la fin du compte à rebours. Moxley, qui se trouve au mauvais endroit, est tué par le rayon de l'accélérateur et empêche l'expérience de fonctionner normalement. Le temps ne se répète pas et l'horloge marque minuit et deux minutes. La police, appelée par les gardiens, arrête Barry et Lisa, qui se défendent en disant avoir la preuve que Moxley était en train d'utiliser illégalement l'accélérateur. 
Lisa et Barry s'embrassent alors qu'on leur met les menottes.

## Fiche technique
- Réalisateur : Jack Sholder
- Scénario : Jonathan Heap et Philip Norton d'après la nouvelle de Richard A. Lupoff.
- Titre original : 12:01
- Autre titre : diffusé sous le titre Retour à la case départ sur Canal+ (le 21 janvier 1995[1]), puis sur France 2 (le 3 janvier 1996[2]).
- Durée : 91 minutes
- Format : 4/3
- Genre : SF ; thriller
- Année : 1993

## Distribution
- Jonathan Silverman (VF : Éric Legrand) : Barry Thomas
- Helen Slater (VF : Emmanuèle Bondeville) : Lisa Fredericks
- Martin Landau (VF : Marc Cassot) : Dr Thadius Moxley
- Nicolas Surovy (nl) (VF : Jean-Claude Balard) : Robert Denk
- Robin Bartlett (VF : Maïk Darah) : Anne Jackson
- Jeremy Piven (VF : Michel Lasorne) : Howard Richter
- Constance Marie : Joan Zevo
- Glenn Morshower (VF : Jean-Claude Montalban) : Inspecteur Cryers
- Paxton Whitehead : Dr Tiberius Scott
- Cheryl Anderson : La superviseuse
- Giuseppe Andrews : Kyle
- Frank Collison : Le tueur blanc
- Eric Mansker: Le tueur noir
- Ed Crick : Un policier
- Jonathan Emerson (VF : Jean-Pierre Leroux) : Ted Fallow
- Drew Gehl : Le gardien de nuit
- Mark Christopher Lawrence (VF : Alain Flick) : Jack Spays
- Danny Trejo (VF : Jacques Chevalier) : Le camarade de cellule de Barry